# Тобон (станция метро)
«Тобон» (кор. 도봉역) — наземная станция Сеульского метро на Первой линии. Она представлена двумя боковыми платформами. Имеет три выхода. Станция обслуживается корпорацией железных дорог Кореи. Расположена в квартале Тобон-дон (адресː 2 Dobong-no 170-gil) района Тобонгу в городе Сеул (Республика Корея). На станции установлены платформенные раздвижные двери.
Пассажиропоток — 13 247 чел./день (на 2012 год).
Первая линия Сеульского метрополитена 2 сентября 1986 года была продлена на 7,9 км — участок Чандон—Хверён и открыто 5 станций (Хверён, Манвольса, Тобонсан, Тобон, Панхак).